# Грчац
Грчац је насеље у Србији у општини Смедеревска Паланка у Подунавском округу. Према попису из 2022. има 944 становника (према попису из 2011. било је 1106 становника).
Грчац је до 1948. године био заселак вароши Азања када због административних промена заједно са Влашки До постаје засебна месна заједница.
Овде се налази Спомен-плоча палим родољубима у Грчцу и археолошки локалитет Медведњак.

## Демографија
У насељу Грчац живи 945 пунолетних становника, а просечна старост становништва износи 41,9 година (41,3 код мушкараца и 42,5 код жена). У насељу има 317 домаћинстава, а просечан број чланова по домаћинству је 3,71.
Ово насеље је великим делом насељено Србима (према попису из 2002. године), а у последња три пописа, примећен је пад у броју становника.
|  |

| Демографија | Демографија | Демографија |
| Година      | Становника  | Становника  |
| ----------- | ----------- | ----------- |
| 1948.       | 1.498       |             |
| 1953.       | 1.470       |             |
| 1961.       | 1.454       |             |
| 1971.       | 1.391       |             |
| 1981.       | 1.308       |             |
| 1991.       | 1.299       | 1.279       |
| 2002.       | 1.176       | 1.187       |
| 2011.       | 1.106       |             |
| 2022.       | 944         |             |

| Етнички састав према попису из 2002.‍ | Етнички састав према попису из 2002.‍ | Етнички састав према попису из 2002.‍ | Етнички састав према попису из 2002.‍ | Етнички састав према попису из 2002.‍ |
| ------------------------------------ | ------------------------------------ | ------------------------------------ | ------------------------------------ | ------------------------------------ |
|                                      |                                      |                                      |                                      |                                      |
| Срби                                 | Срби                                 |                                      | 1.163                                | 98,89%                               |
| Мађари                               | Мађари                               |                                      | 1                                    | 0,08%                                |
| Бугари                               | Бугари                               |                                      | 1                                    | 0,08%                                |
| непознато                            | непознато                            |                                      | 6                                    | 0,51%                                |

| Година пописа     | 1948. | 1953. | 1961. | 1971. | 1981. | 1991. | 2002. |
| ----------------- | ----- | ----- | ----- | ----- | ----- | ----- | ----- |
| Број домаћинстава | 294   | 286   | 306   | 305   | 307   | 325   | 317   |

| Број чланова      | 1  | 2  | 3  | 4  | 5  | 6  | 7  | 8  | 9 | 10 и више | Просек |
| ----------------- | -- | -- | -- | -- | -- | -- | -- | -- | - | --------- | ------ |
| Број домаћинстава | 35 | 82 | 47 | 48 | 37 | 38 | 15 | 10 | 4 | 1         | 3,71   |

| Пол    | Укупно | Неожењен/Неудата | Ожењен/Удата | Удовац/Удовица | Разведен/Разведена | Непознато |
| ------ | ------ | ---------------- | ------------ | -------------- | ------------------ | --------- |
| Мушки  | 497    | 108              | 349          | 30             | 8                  | 2         |
| Женски | 486    | 51               | 350          | 73             | 12                 | 0         |
| УКУПНО | 983    | 159              | 699          | 103            | 20                 | 2         |

| Пол    | Укупно                    | Пољопривреда, лов и шумарство | Рибарство                            | Вађење руде и камена | Прерађивачка индустрија       |
| ------ | ------------------------- | ----------------------------- | ------------------------------------ | -------------------- | ----------------------------- |
| Мушки  | 349                       | 215                           | 0                                    | 0                    | 64                            |
| Женски | 273                       | 228                           | 0                                    | 0                    | 18                            |
| УКУПНО | 622                       | 443                           | 0                                    | 0                    | 82                            |
| Пол    | Производња и снабдевање   | Грађевинарство                | Трговина                             | Хотели и ресторани   | Саобраћај, складиштење и везе |
| Мушки  | 4                         | 14                            | 19                                   | 1                    | 11                            |
| Женски | 1                         | 1                             | 7                                    | 1                    | 1                             |
| УКУПНО | 5                         | 15                            | 26                                   | 2                    | 12                            |
| Пол    | Финансијско посредовање   | Некретнине                    | Државна управа и одбрана             | Образовање           | Здравствени и социјални рад   |
| Мушки  | 1                         | 1                             | 6                                    | 4                    | 6                             |
| Женски | 0                         | 1                             | 2                                    | 6                    | 6                             |
| УКУПНО | 1                         | 2                             | 8                                    | 10                   | 12                            |
| Пол    | Остале услужне активности | Приватна домаћинства          | Екстериторијалне организације и тела | Непознато            | Непознато                     |
| Мушки  | 2                         | 0                             | 0                                    | 1                    | 1                             |
| Женски | 1                         | 0                             | 0                                    | 0                    | 0                             |
| УКУПНО | 3                         | 0                             | 0                                    | 1                    | 1                             |